# Crantzia epirotes
Crantzia epirotes är en tvåhjärtbladig växtart som först beskrevs av Leeuwenb., och fick sitt nu gällande namn av J.L. Clark. Crantzia epirotes ingår i släktet Crantzia och familjen Gesneriaceae. Inga underarter finns listade i Catalogue of Life.